# Pareżki
Pareżki (deutsch Parösken) ist ein Ort in der polnischen Woiwodschaft Ermland-Masuren. Er gehört zur Landgemeinde Górowo Iławeckie (Landsberg) im Powiat Bartoszycki (Kreis Bartenstein), bis 1945 im Kreis Preußisch Eylau in Ostpreußen.

## Geographische Lage
Pareżki liegt südlich des Parösker Bergs (polnisch Tajemnicza Góra) im Nordwesten der Woiwodschaft Ermland-Masuren, 14 Kilometer südwestlich der heute auf russischem Staatsgebiet gelegenen früheren Kreisstadt Preußisch Eylau (russisch Bagrationowsk) bzw. 27 Kilometer nordwestlich der jetzigen Kreismetropole Bartoszyce (deutsch Bartenstein).

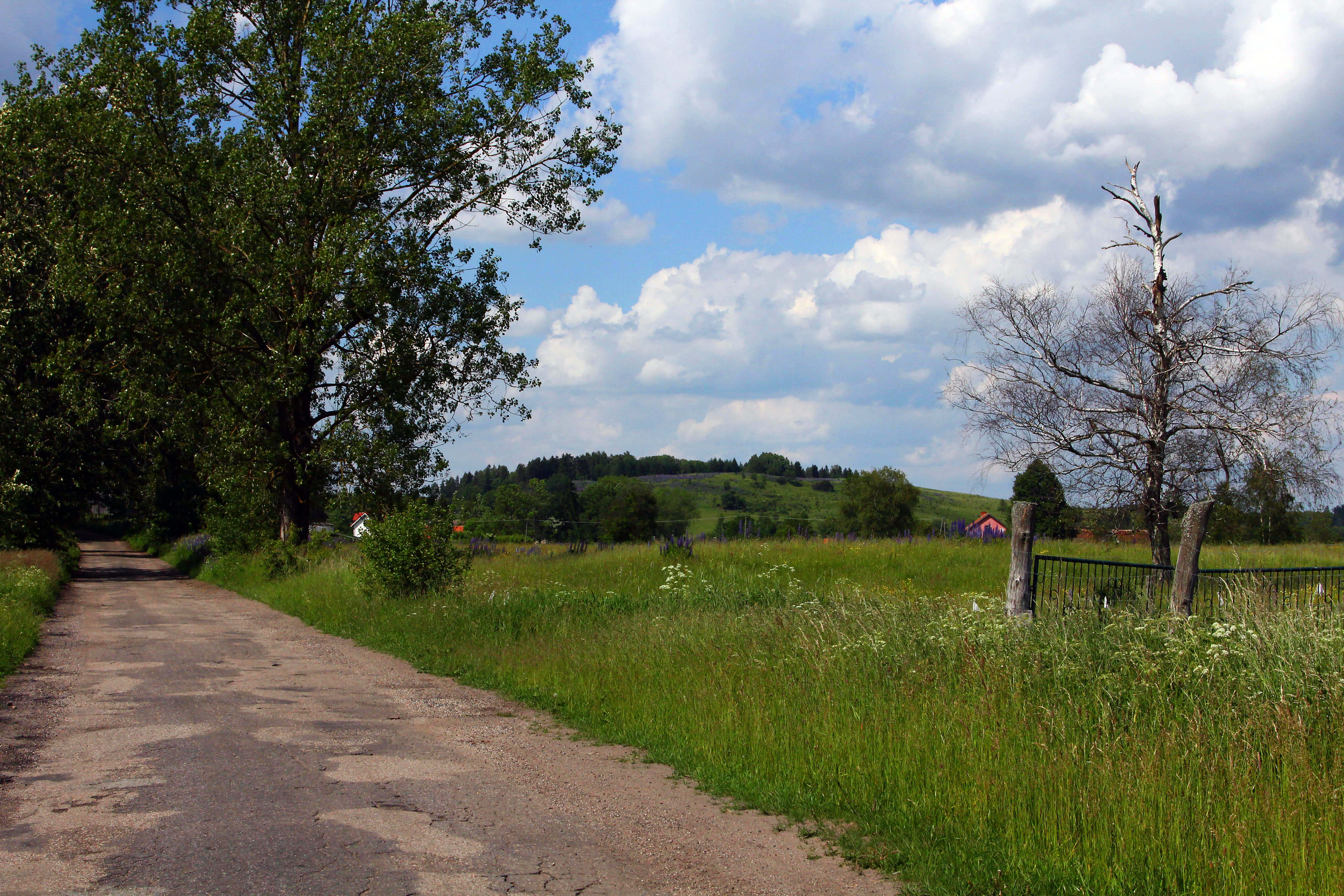
Blick auf den Tajemnicza Góra (Parösker Berg)

## Geschichte
Bereits vor 1520 wurde das seinerzeitige Dorf Poreskenn gegründet und vor 1785 Paroesken bzw. nach 1820 Parösken genannt. Beim „Reiterkrieg“ allerdings ging der Ort vollständig unter. Im Jahre 1561 erst wurde das Dorf wieder genannt, als der Amtshauptmann Caspar von Lehndorff von Preußisch Eylau dem Paul Rosinsky hier Land verlieh. Unter Rosinsky nahmen allmählich Bauern das Dorf in Besitz, doch kam es 1616 in den Besitz von Wolf Heinrich Truchseß von Waldburg und blieb bis 1820 ein adliges, untertäniges Dorf des Guts Wildenhoff (polnisch Dzikowo Iławeckie).
Im Jahre 1820 fand die Regulierung der Eigentumsverhältnisse der Bauern statt. Im Dorf gab es damals 12 Höfe mit ca. 1800 Morgen Land. 1831 hatte Parösken 2028 Morgen Land, elf Bauerngüter, 9 Instleute und 88 Einwohner, 1871 zählte man 41 Wohngebäude, 75 Haushaltungen bei 372 Einwohnern.
1874 wurde der Amtsbezirk Wildenhoff im ostpreußischen Kreis Preußisch Eylau gebildet, in den die Landgemeinde Parösken eingegliedert wurde. Die Einwohnerzahl Paröskens belief sich im Jahre 1910 auf 316.
Im Ersten Weltkrieg drangen Truppen der Roten Armee in Parösken ein, allerdings ohne größere Schäden anzurichten. Am 30. September 1928 wurde das Vorwerk Halbendorf (polnisch Półwiosek) nach Parösken eingemeindet. Die Einwohnerzahl der auf diese Weise neu formierten Gemeinde belief sich 1933 auf 145.
1934 kam das Dorf Parösken zum Gebiet des neuen Truppenübungsplatzes Stablack und musste geräumt werden. Die Einwohner wurden weit verstreut, der Gemeindename aber blieb bestehen und wurde auf Halbendorf übertragen. Am 1. April 1938 wurde Parösken als Teil des Gutsbezirks Stablack neu gebildet. Als Zahl der Einwohner im Jahre 1939 wurde 225 genannt.
Als das gesamte südliche Ostpreußen 1945 in Kriegsfolge an Polen fiel, erhielt Parösken die polnische Namensform „Pareżki“. Das Dorf ist heute eine Ortschaft innerhalb der Gmina Górowo Iławeckie (Landgemeinde Landsberg) im Powiat Bartoszycki (Kreis Bartenstein), von 1975 bis 1998 der Woiwodschaft Olsztyn, seither der Woiwodschaft Ermland-Masuren zugeordnet. Pareżki zählte im Jahre 2022 37 Einwohner.

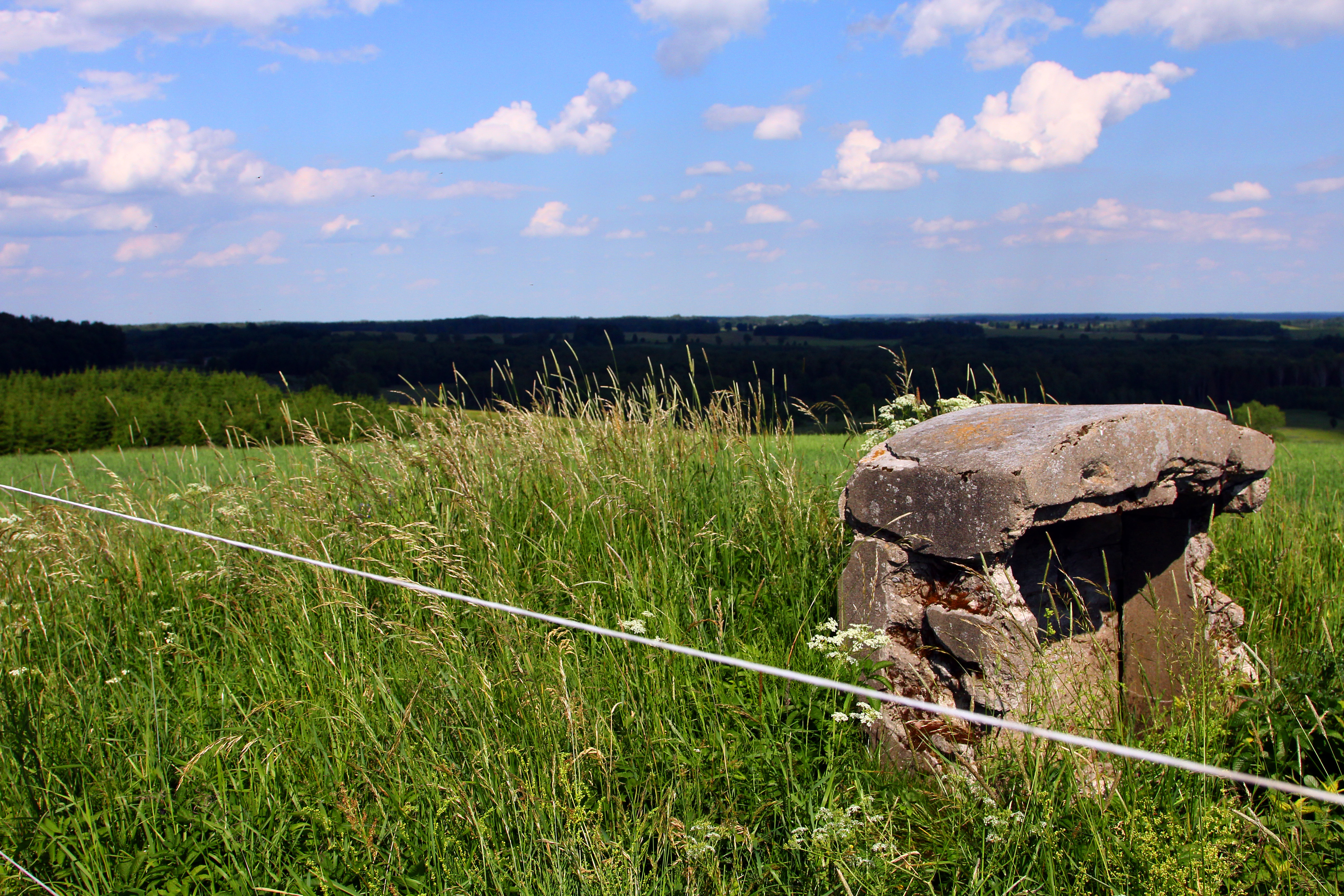
Wasserentnahmestelle auf dem Parösker Berg

## Parösker Berg / Tajemnicza Góra
Der nördlich von Pareżki gelegene Berg ist bei einer Höhe von 210,7 Meter einer der höchsten Berge in der Woiwodschaft Ermland-Masuren. Er wird landwirtschaftlich nicht genutzt und ist ohne Waldbestand. Die polnische Bezeichnung Tajemnicza Góra spielt auf die geheimnisvolle Geschichte dieses Berges an, die in den 1930er Jahren begann, als hier der Truppenübungsplatz Stablack errichtet wurde. Nach Berichten älterer Einwohner gab es kurz nach dem Krieg am Fuß des Berges verschüttete Eingänge zum Stollen, und sogar Eisenbahnschienen sollen in der eingestürzten Baugrube verschwunden sein. Tatsächlich fand man mehrere Stollen, bei einem von ihnen sichtete man Fragmente einer Holzverkleidung. Einige Leute glaubten zu wissen, dass hier die Schatztruhen aus dem Bernsteinzimmer versteckt worden sind. Andere Hypothesen berichteten von einer unterirdischen Fabrik. Es nimmt nicht Wunder, dass bis heute sich Entdecker und Schatzsucher zu diesem „mysteriösen“ Berg auf den Weg machen, wenn auch immer wieder erfolglos.

## Religion
Bis 1945 war Parösken in das Kirchspiel der evangelischen Kirche Buchholz (polnisch Bukowiec) in der Kirchenprovinz Ostpreußen der Kirche der Altpreußischen Union eingepfarrt. Heute gehört Pareżki mit seiner überwiegend römisch-katholischen Bevölkerung zur Pfarrei Kandyty (Canditten) im Erzbistum Ermland.

## Schule
In Parösken bestand seit 1739 eine einklassige Schule. Über Jahrzehnte war Hans Rußland der letzte deutsche Lehrer.

## Verkehr
Pareżki liegt an einer Nebenstraße, die bei Półwiosek (Halbendorf) von der Landstraße Górowo Iławeckie–Lelkowo abzweigt und über Orsy (Orschen) bis an die polnisch-russische Grenze führt und vor 1945 weiter bis in den heute zu Russland gehörenden Ort Pilzen (russisch Dubrowka) verlief.
Eine Bahnanbindung besteht nicht.